# 84118 Bracalicioci
84118 Bracalicioci è un asteroide della fascia principale. Scoperto nel 2002, presenta un'orbita caratterizzata da un semiasse maggiore pari a 2,3171500 au e da un'eccentricità di 0,1939832, inclinata di 5,32926° rispetto all'eclittica.
L'asteroide è dedicato all'astronomo italiano Davide Bracali Cioci.